# Торре дель Манджа
Торре-дель-Манджа (итал. Torre del Mangia — досл. «Башня пожирателя») — самая высокая башня в Сиене (Италия) и в историческом регионе Тоскана. Построена в 1338—1348 годах на Пьяцца-дель-Кампо, примыкающей к Палаццо Публико, и на момент строительства являлась высочайшей башней средневековой Италии. Будучи высотой 102 м, она вторая после Торраццо Кремоны (112 м).

## История

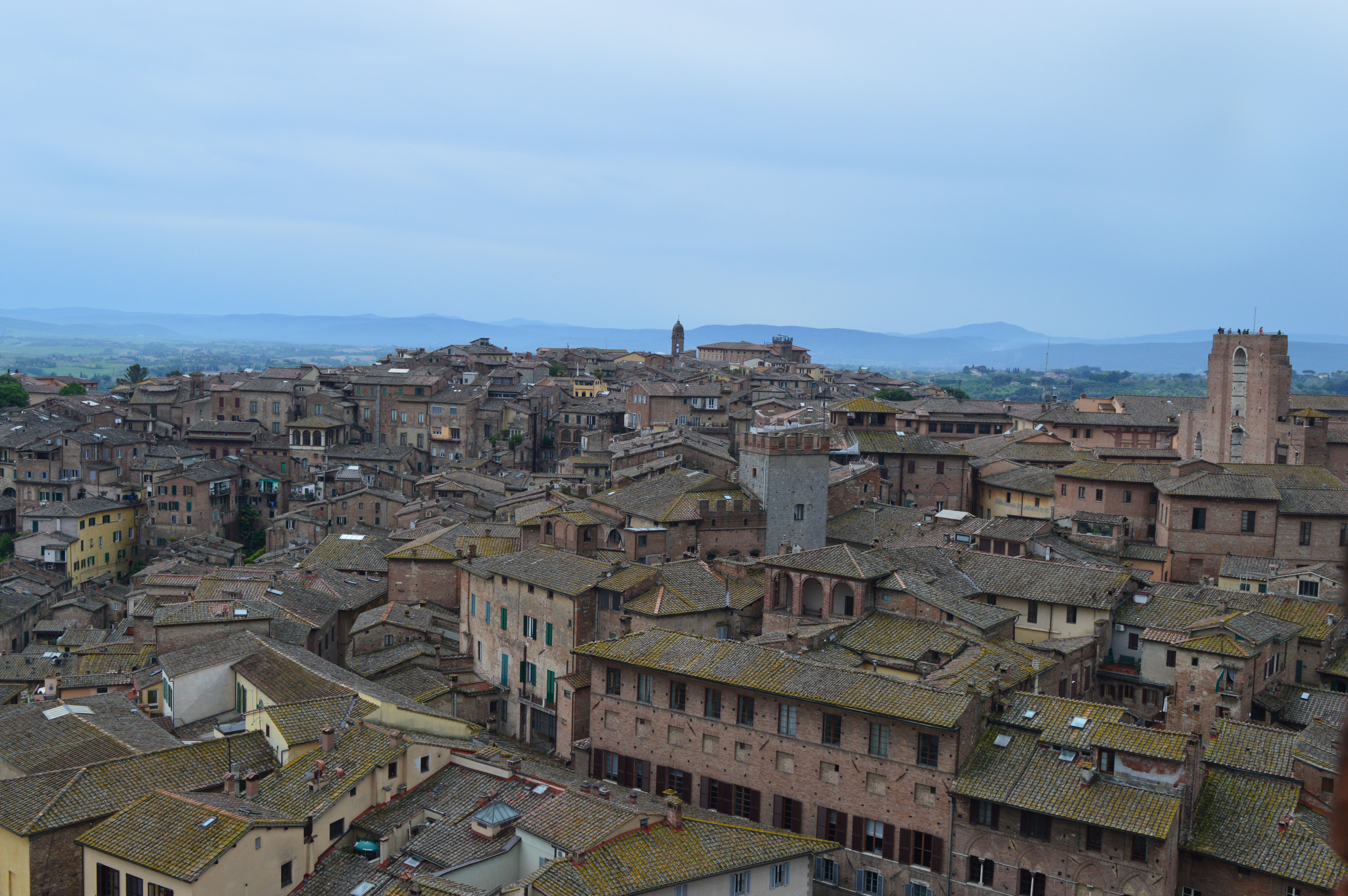
Вид на Сиену с обзорной площадки

Торре-дель-Манджа возводилась той же высоты, что Сиенский собор, как символ того, что церковь и государство имеют равную власть. Название башня получила в честь своего первого звонаря Джованни ди Бальдуччо, прозванного Mangiaguadagni (досл. «Пожиратель доходов», то есть транжира) за свои расточительность, праздность и прожорливость.
Колокол Сунто (от «Ассунта», то есть «Вознесенная») на башне посвящён Деве Марии и установлен позднее, в 1666 году.
Именно его хриплый, надтреснутый «голос» возвещает о самых значительных событиях в Сиене, в том числе о начале палио — скачек на неосёдланных лошадях. Каждый день Сунто бьёт ровно в 12 часов дня.
Обзорных площадок на Торре-дель-Манджа две: около нижних зубцов и на открытой площадке под колоколом. Подняться можно только по узкой лестнице (400 ступеней), на которой не разминутся 2 человека верху, на открытом пятачке под колоколом.
Подняться в Торре-дель-Манджа можно как по отдельному билету, так и по комплексному, включающему посещение городского музея Сиены в Палаццо Публико. Билет для взрослого в 2017 году стоил 10 евро, а комплексный — 20 евро. Дети в возрасте 0-10 лет (до 6 лет на башню не пускают) проходят бесплатно. Подъем может быть закрыт в связи с плохими погодными условиями или для проведения общегородских мероприятий.

## Копии
- Joseph Chamberlain Memorial Clock Tower[англ.] (прозванная Старый Джо) при Бирмингемском университете (Великобритания) построена в подражание Торре-дель-Манджа с характерным для викторианской архитектуры использованием красного кирпича.
- Waterbury Union Station в Уотербери (Коннектикут), США 1909 года постройки компанией McKim, Mead & White.
- Пилигримский монумент из гранита 77-метров в высоту в Провинстауне строился в 1907—1910 годах и посвящён первым европейским поселенцам региона, обосновавшимся здесь в 1620 году.
- Башня South End в Бостоне, бывшая пожарная каланча, высотой 48 м построена в 1892 году[10].
- Grimsby Dock Tower в Гримсби на северо-востоке Линкольншира построена в 1852 году. Её высота 94 м. Была гидравлической башней, чтобы открывать шлюзовые ворота Королевского Дока. С 1892 года она является памятником городу и его богатой рыбацкой истории.